# Cradle of Filth
Кредл ов Филт (енгл. Cradle of Filth - колевка прљавштине) је блек метал група основана у Сафоку (Енглеска) 1991. Групу истим интензитетом прихватају или одбацују слушаоци разних жанрова блек метал музике.
Звук ове групе је еволуирао од блек метала ка префињенијој фузији готик метала, симфонијског метала и других жанрова екстремног метала, док су на њихове текстове и изглед утицали готска књижевност, поезија, митологија и хорор филмови. Група је испешно раскинула са својим оригиналним правцем према више мејнстрим публици (на велико незадовољство њихових првих обожавалаца), а већа доступност их је довело на насловне странице часописа као што је „Kerrang!“ или телевизије као што су MTV, уз честе главне звезде на фестивалима као што су Озфест и Даунлоуд. Неки људи их доживљавају као сатанисте, иако њихови текстови не обилују сатанистичким референцама, а употреба сатанистичке иконографије увек има више шок рок доживљај од озбиљних веровања. Према магазину „Metal Hammer“, Кредл ов Филт је најуспешнија британска метал група после Ајрон мејдена.

## Чланови

### Тренутни чланови
- Дени Филт - вокал (1991 - )
- Мартин Скароупка - бубњеви (2006. - )
- Данијел Фирт - бас гитара (2012 - )
- Марек Шмерда - гитара (2014. - )

### Бивши чланови
- Пол Олендер - гитара (1992—1996, 2000-)
- Чарлс Хеџер - гитара (2005-)
- Дејв Пибис - бас гитара (2002—2005, 2005-)
- Сара Џезебел Дива - помоћни вокал (1995-)
- Рози Смит - клавијатуре (2005-)
- Линдзи Скулкрафт - клавијатуре и вокал (2014-2019)
- Ричард Шав - гитара (2014–2022)

## Дискографија
Студијски албуми
- The Principle of Evil Made Flesh (1994)
- Dusk... and Her Embrace (1996)
- Cruelty and the Beast (1998)
- Midian (2000)
- Damnation and a Day (2003)
- Nymphetamine (2004)
- Thornography (2006)
- Godspeed on the Devil's Thunder (2008)
- Darkly, Darkly, Venus Aversa (2010)
- The Manticore and Other Horrors (2012)
- Hammer of the Witches (2015)
- Cryptoriana - The Seductiveness of Decay (2017)
- Existence Is Futile (2021)
- The Screaming of the Valkyries (2025)